# 挪威作为共和国

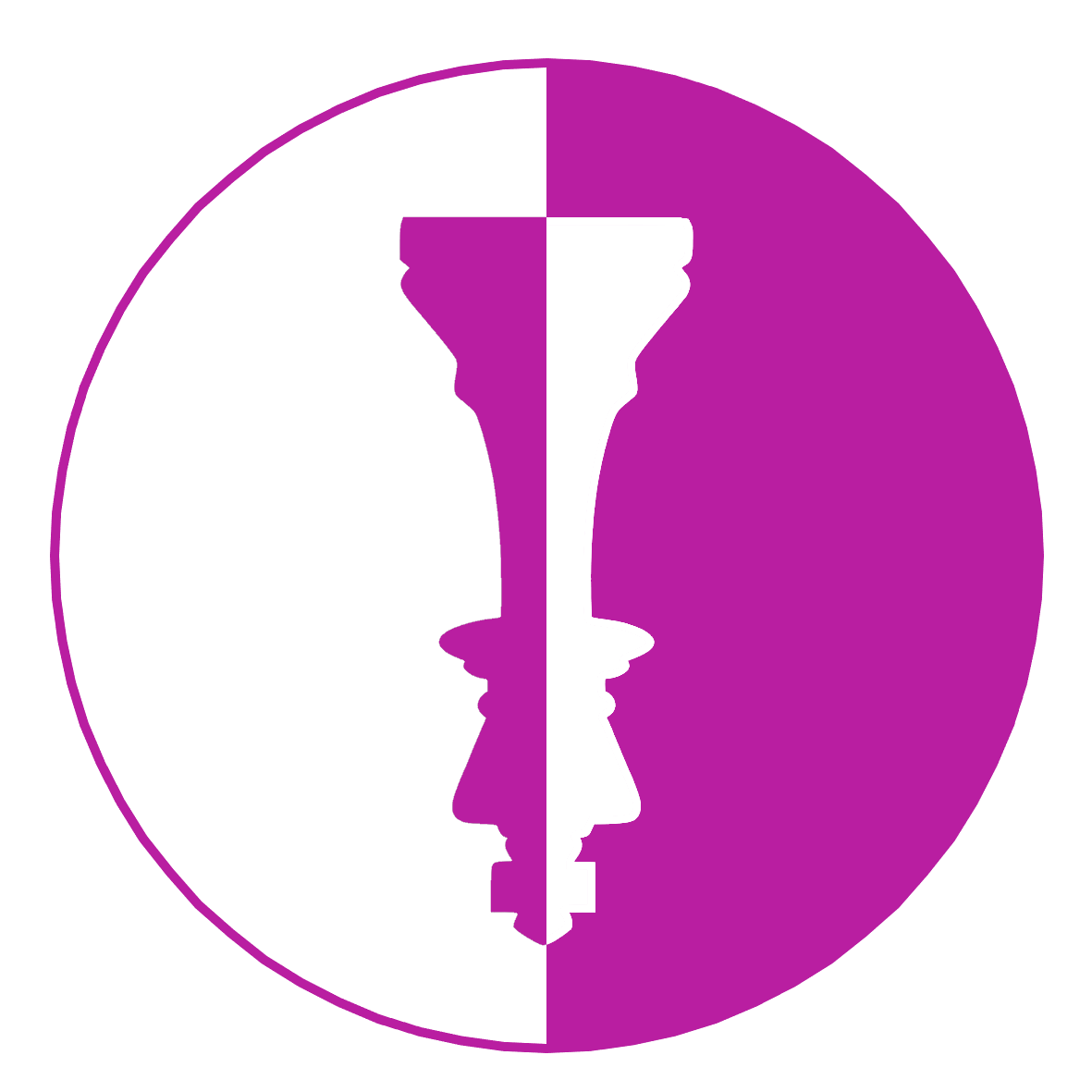
挪威作为共和国标志

挪威作为共和国（挪威語：Norge som republikk）是挪威的一个共和主义组织，主张废除君主制并建立共和国。其前身“挪威争取共和国协会”成立于2000年12月12日。该组织是欧洲共和运动联盟的创始成员组织之一，并在2014年和2022年于奥斯陆主办欧洲共和运动联盟的大会。2024年，该组织约有500名成员。